# Barranco del Vadell
El barranco del Vadell es el único afluente del río Vaca.
El río Vaca y el Vadell discurren por la subcomarca de Valldigna, en la comarca de la Safor, Provincia de Valencia, España. El río Vaca recibe las aguas del Vadell, los nombres de los dos ríos explican ya cuál es el río grande y cuál el pequeño (vadell es ternero en valenciano), en el término municipal de Tabernes de Valldigna, y a a la altura de la marjal. El Vadell nace en el paraje del Clot de la Font -Tabernes de Valldigna- con un caudal no demasiado grande, pero constante. Lo contrario pasa con el río Vaca, que tiene un nacimiento totalmente irregular pero recibe muchas aguas de escorrentía pluvial de la Valldigna y de la Font Gran de Simat de Valldigna. 
Según el catálogo del Plan General de Ordenación Urbana de Tabernes de Valldigna (año 2004), el Vadell tiene un puente de la Edad Media, digno de protección